# پتار خوبچف
پتار خوبچف (بلغاری: Петър Кънчев Хубчев؛ زادهٔ ۲۶ فوریهٔ ۱۹۶۴) بازیکن سابق و مربی فوتبال اهل بلغارستان است.
از باشگاه‌هایی که در آن بازی کرده‌است می‌توان به باشگاه فوتبال آینتراخت فرانکفورت، باشگاه فوتبال لیتکس لووچ، باشگاه فوتبال لفسکی صوفیه، و باشگاه فوتبال هامبورگ اشاره کرد.
وی همچنین در تیم ملی فوتبال بلغارستان بازی کرده‌است.